# Machimus monticola
Machimus monticola là một loài ruồi trong họ Asilidae. Machimus monticola được Frey miêu tả năm 1940. Loài này phân bố ở vùng Cổ Bắc giới.